# Schweinebug

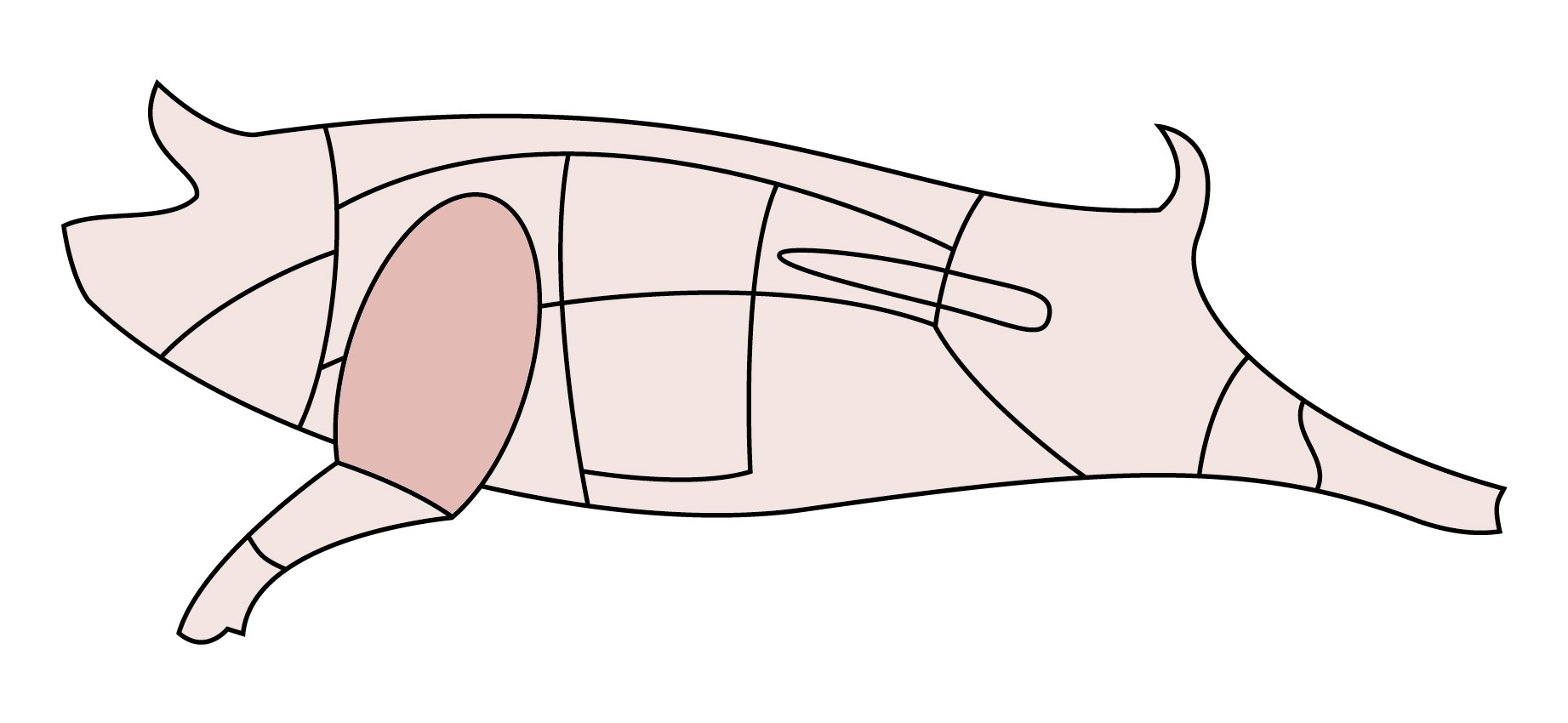
Schweineschulter

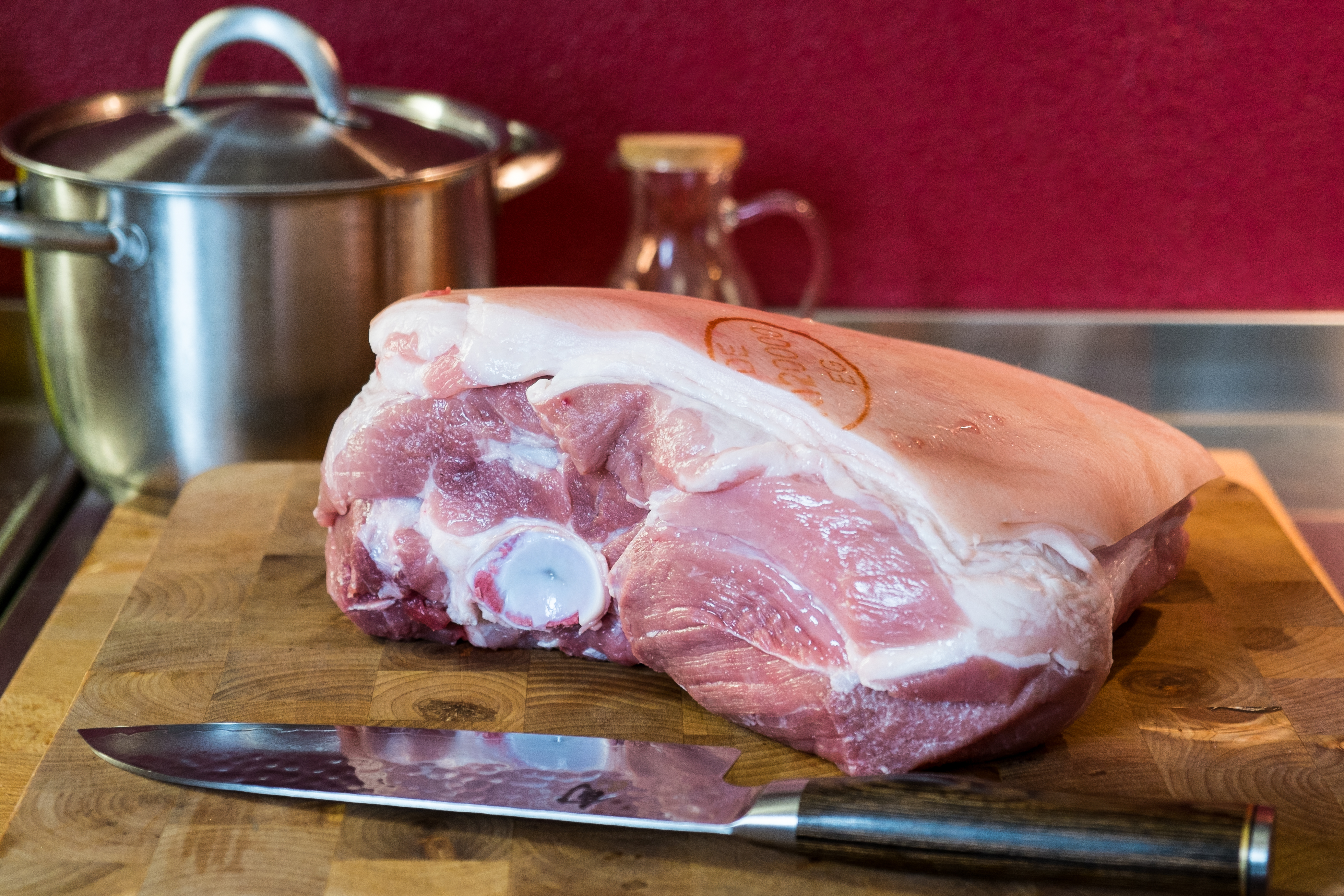
Schweineschulter mit Knochen und Schwarte

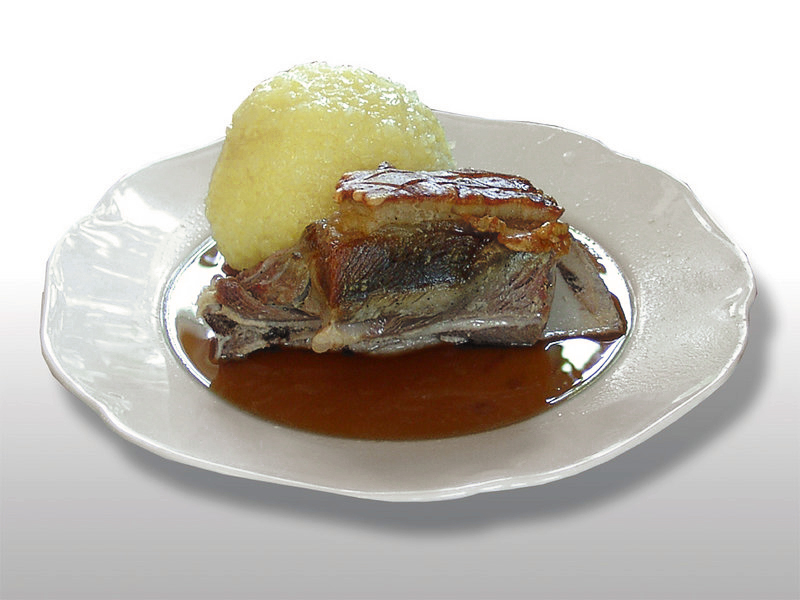
Gebackenes Schäufele, dahinter ein Kloß

Als Schweinebug (auch Schweineschulter) wird das Vorderbein vom Schwein bezeichnet. Es befindet sich direkt neben dem Schweinenacken. Das Fleisch des Bugs hat grobe, lange Fasern, einen Fettgehalt von etwa 10 Prozent und ist von Sehnen durchzogen und eignet sich daher vor allem zum Kochen und Schmoren. Der Bug wird meist ausgebeint verwendet (z. B. für Rollbraten). Eine Ausnahme sind Schäufele, die ähnlich wie Eisbein mit dem Knochen gebacken oder gepökelt und gekocht werden. Das Fleisch wird auch ähnlich wie Kochschinken zubereitet als Vorderschinken und Formfleischvorderschinken angeboten. Die Muskulatur inklusive Schulterblatt wird auch als „Schuft“ bezeichnet.

## Fleischteile
Es existieren für den Bug verschiedene nationale Zerlegevorschriften, die zu unterschiedlichen Bezeichnungen führen:
- In Deutschland bezeichnet man die gesamte Vorderkeule als Bug, von dem teilweise das Spitzbein (Vorlagegrafik Nr. 14) und das Eisbein (Vorlage Nr. 13) getrennt werden.
- In der DDR bezeichnete man Spitzbein und Eisbein gemeinsam als „Bein“.
- In Österreich, der Schweiz und umgangssprachlich in Süddeutschland bezeichnet man den Bug komplett als Schulter. Bei der Schulter werden drei Teilstücke unterschieden: das flache Schulterstück (südd. auch Schäufele oder schweizerisch Schüfeli genannt) direkt am Schulterblatt, das falsche Filet und das dicke Schulterstück.